# Mario de Candia
Giovanni Matteo de Candia (Cagliari, Cerdeña, 18 de octubre de 1810 - Roma, Italia, 11 de diciembre de 1883), conocido como Mario o el Tenor Mario, fue un tenor italiano, uno de los más famosos del siglo XIX.

## Biografía
Debutó en París, donde se había tenido que exiliar por razones políticas cuando era oficial del ejército, en el papel protagonista de Robert le diable, de Meyerbeer, en 1838. Al año siguiente se presentó en Londres en Lucrezia Borgia, de Donizetti, donde compartió escenario con la soprano Giulia Grisi, con quien se casó años más tarde, y con quien formó pareja artística durante los 22 años siguientes. En estos primeros años de su carrera centró su actividad entre París y Londres, donde comenzó cantando los papeles de las óperas de Bellini en los que había triunfado el ya veterano Rubini, como Arturo (I Puritani), Gualtiero (Il pirata) o Elvino (La Sonnambula). A partir de 1847 comenzó su carrera fuera de Francia y Gran Bretaña, cantando regularmente en San Petersburgo entre 1849 y 1853 y en Madrid de 1859 a 1866. En 1854 se presentó en Nueva York. En el Teatro Real de Madrid, debutó, junto con Grisi, en 1859, con Norma. Mientras que su pareja cosechó un sonado fracaso en esas funciones, la voz y la presencia escénica de Mario fueron alabadas por las crónicas: 
«No eran sus notas altas tan firmes y poderosas como las de Fraschini o Bettini, pero en las de media voz hacía florituras y primores, nunca hasta entonces escuchados, de tal suavidad y dulce modulación, que provocaba en el público estrepitosos aplausos, y añadíase, para su triunfo, la manera apropiada de vestir el personaje representado y la justeza de sus actitudes, siempre ceñidas al papel que desempeñaba».

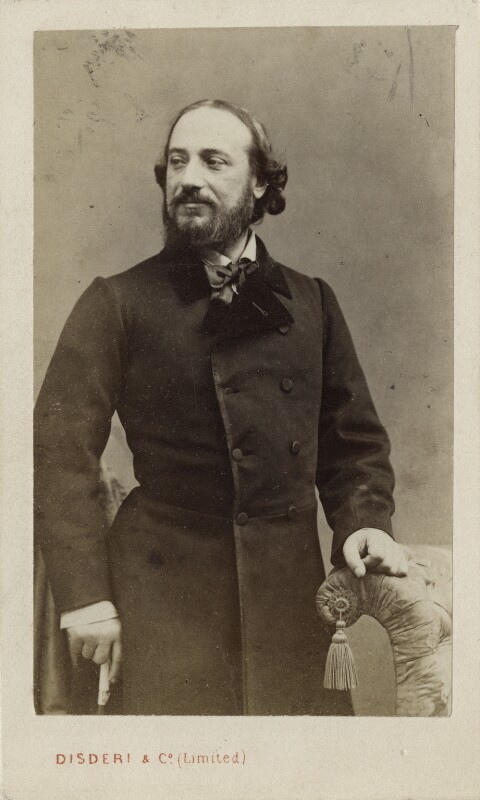
Mario de Candia, fotografía como tarjeta de visita de André Adolphe Eugène Disdéri.

Triunfó particularmente con papeles de Donizetti (Anna Bolena, L'elisir d'amore, Lucia di Lammermoor, Linda di Chamounix y Don Pasquale, en cuyo estreno en 1843 cantó el papel de Ernesto) y de Rossini (Otello, L'italiana in Algeri, Il barbiere di Siviglia o La Cenerentola). También cantó con gran éxito las grandes óperas francesas de su época (Les Huguenots, Le Prophète, Robert le diable, La juive, La muette de Portici, Faust y Roméo et Juliette) y varios papeles de Verdi, como I due Foscari (para la que el autor escribió una cabaletta especialmente para él), I Lombardi, Il Trovatore, La Traviata y Un ballo in maschera.
Desde el principio de su carrera asumió el seudónimo de Mario, para evitar que se le relacionara con la noble familia italiana a la que pertenecía. Cuando empezó a triunfar como cantante, volvió a Italia para establecer allí su residencia, junto con su esposa, pero nunca llegó a cantar profesionalmente en su patria. A raíz del fallecimiento accidental de su esposa, en 1869 decidió su retirada, que finalmente se produjo en 1871, tras una larga temporada de actuaciones en San Petersburgo, tras la cual volvió a vivir a Italia.
Su voz fue la de un tenor lírico de gran dulzura y belleza. Para los roles que heredó de Rubini prolongó su registro agudo con una extensión en falsete. En los primeros años de su carrera triunfó con Nemorino, Ernesto y Gennaro, mientras que en su madurez, sus roles más admirados fueron el Duque de Mantua, Raoul y Faust. Sin embargo, su papel más característico, con el que reflejó su encanto vocal y su gracia escénica, fue el de Almaviva, en El barbero de Sevilla,  de Rossini, que cantó durante más de 30 años, más de cien veces sólo en Londres.